# Stadion Kralendijk
Stadion Kralendijk is een gemeentelijk sportstadion in Kralendijk, Bonaire. Het stadion wordt onder meer gebruikt voor atletiek en voetbal. Bij het voetballen wordt het stadion gebruikt door SV Juventus en het nationale elftal van Bonaire. Het kunstgrasvoetbalveld voldoet aan de richtlijnen van de Bonairiaanse voetbalbond (FFB).